# Histoire d'Alexandrie

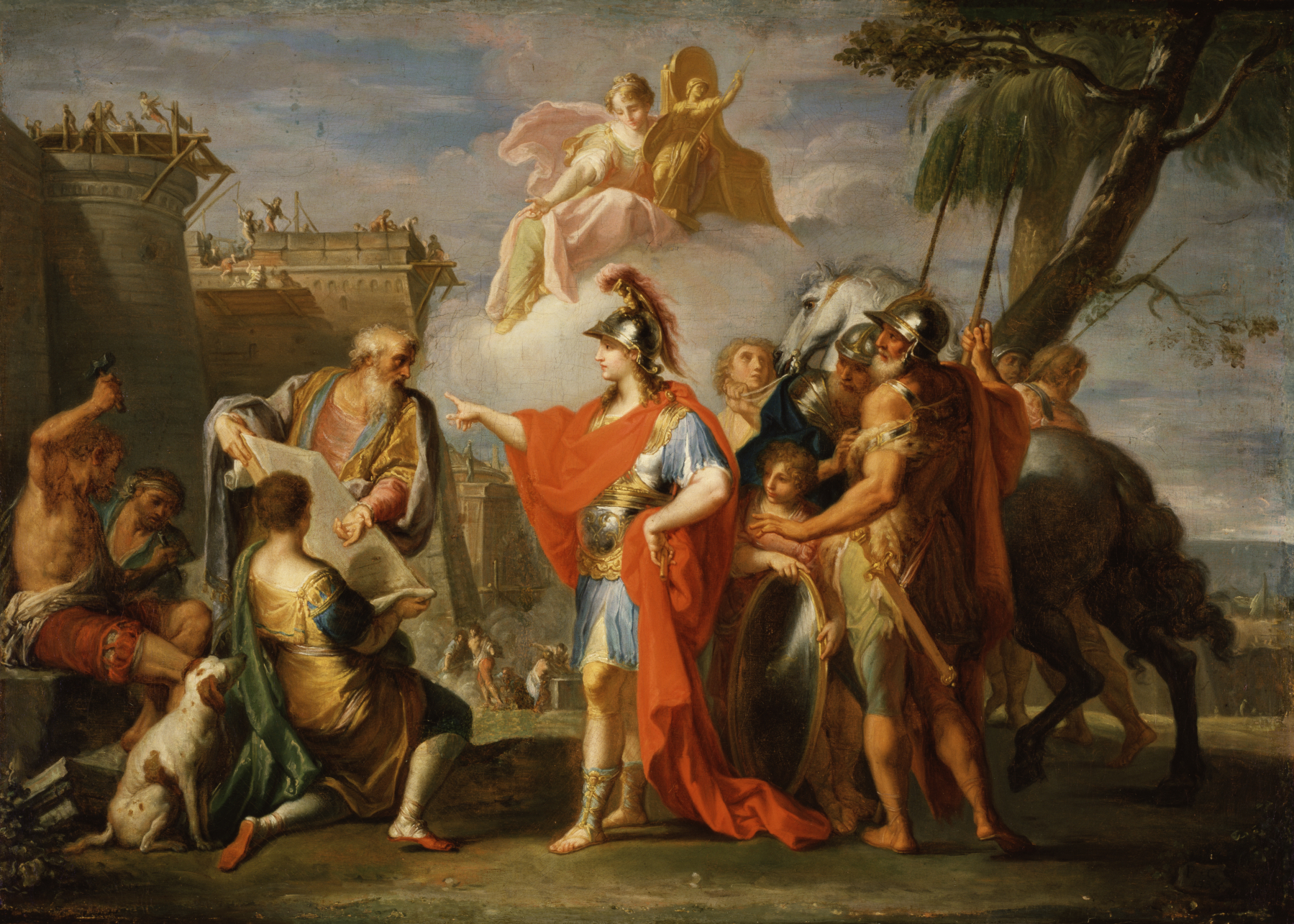
Alexandre le Grand fondant Alexandrie

L'histoire d'Alexandrie commence avec sa fondation par Alexandre le Grand en 331 av. J.-C. Auparavant, se trouvaient déjà de grandes villes portuaires à l'est du futur emplacement d'Alexandrie, à l'ouest de la présente baie d'Aboukir. La branche du delta du Nil la plus à l'ouest existait encore à l'époque et était utilisée pour le transport de marchandises.
Après sa fondation, la ville devient le chef-lieu de la dynastie des Ptolémées d'Égypte et grandit rapidement pour devenir l'une des villes les plus importantes de l'époque hellénistique, dépassée seulement par Rome en grandeur et richesse.
Elle passe aux Arabes en 641 et une nouvelle capitale égyptienne, Fostat, est fondée sur le Nil. Après sa perte de statut de capitale, Alexandrie tombe dans un long déclin jusque vers la fin du règne de l'Empire ottoman alors qu'elle n'est guère plus qu'un petit village de pêcheurs. Au début du XIXe siècle, la ville est ravivée par Méhémet Ali, le vice-roi d'Égypte, dans le cadre d'un programme d'industrialisation.
La ville actuelle est un port principal du pays ainsi qu'un centre commercial, de tourisme et de transport. C'est une métropole industrielle, centre d'une région où sont raffinés ou produits pétrole, asphalte, textiles à base de coton, nourriture industrialisée, papier, matière plastiques et polystyrène.

## Origine et période lagide
Fondée en 331 av. J.-C. par Alexandre le Grand, la cité a été durant l'époque hellénistique la plus grande ville du monde grec. Surnommée le « comptoir du monde » par Strabon, elle formait un pôle commercial majeur, aboutissant à la formation d'une population cosmopolite de l'ordre d'un demi-million d'habitants, presque inégalée durant l'Antiquité. De plus, la ville était la capitale du pouvoir Lagide, ce qui lui donnait un rôle de premier plan dans la gestion administrative de l’Égypte et dans l'histoire de la dynastie ptolémaïque.
Ce n'est véritablement qu'à partir de Ptolémée II (r. 283-246) qu'Alexandrie gagne ses lettres de noblesse avec le début de la construction de la bibliothèque et du Mouséion (musée), de l'Arsinoéion. Il fait également débuter les travaux du célèbre phare vers 290 sur l'île de Pharos (qui a donné son nom au monument) ; le bâtiment, premier de ce type dans le monde grec, a pour utilité première de permettre la navigation nocturne.

## Domination romaine

### Annexion
En 47 av. J.-C., les troupes de Jules César incendient la flotte d'Alexandrie ; le feu se propage aux entrepôts et selon différentes interprétations, celui-ci détruit une partie de la grande bibliothèque ou l'épargne. Octave Auguste met fin, après la bataille navale d'Actium en 30 av. J.-C., non seulement aux guerres civiles romaines (liquidation de Marc Antoine), mais aussi à l'indépendance égyptienne (jusqu'au XIXe siècle). La province est gouvernée par un préfet. Après les premiers temps de l'annexion, la ville semble avoir regagné de la prospérité du fait de la domination directe par le pouvoir impérial car le blé d'Égypte est essentiel pour les distributions à la plèbe romaine. C'est un important port militaire. 
La guerre de Kitos (ou guerre des exilés, 115-117) perturbe tout l'Orient romain. Le général Quintus Marcius Turbo est chargé de la  répression.
En 215, Caracalla visite la cité, et à la suite de satires, commande à ses troupes de tuer tous les hommes en âge de porter une arme. Cet ordre ne sera pas exécuté ; il aurait été matériellement difficile pour sa garde, certainement moins de 5 000 hommes, d'éliminer environ 200 000 adultes physiquement capables de se défendre.
En 215, l'empereur romain Caracalla visite le tombeau d'Alexandre, l'un des principaux monuments de la cité ; il essaye même sa cuirasse. Cependant en l'an 300, un auteur déclare que plus personne ne sait où est le tombeau d'Alexandre. Il semble difficile de comprendre comment une ville de 500 000 habitants, grand centre culturel, a pu oublier en deux générations où se trouvait son plus célèbre monument. Il ne semble pourtant pas que de très grands événements aient eu lieu à Alexandrie dans cette période (mais le IIIe siècle est mal connu).

### Fin de l'époque romaine (période byzantine)
En ce même IIIe siècle, l'ancienne écriture hiéroglyphique égyptienne cesse d'être enseignée et comprise. L'usage de la momification disparaît également. Le christianisme semble donc avoir complètement effacé la mémoire égyptienne[réf. nécessaire]. De plus, entre 330 et 620, plusieurs séismes et  tsunamis dévastateurs déciment la population. Un de ces tsunamis peut, selon l’une des hypothèses invoquées, être responsable de la destruction du célèbre phare d'Alexandrie.  
Le grand séisme du 21 juillet 365 en Crète a pu atteindre Alexandrie, mais sans provoquer de dommages sérieux comme en Libye et en Tunisie.
À la division de l'Empire romain, la ville fait partie de l'Empire byzantin. Alexandrie reste le centre administratif de la province. Le blé d'Égypte va alors à Constantinople et Rome doit s'approvisionner en Afrique du Nord. Pendant les VIe et VIIe siècles, plusieurs famines affectent Alexandrie et le reste de l'Égypte, et le mécontentement de la population croît du fait que le blé sert surtout à nourrir le nord de l'empire. À partir de 540, la peste dite peste de Justinien ravage Alexandrie et le reste de l'Égypte pendant plusieurs décennies.      

#### Christianisation

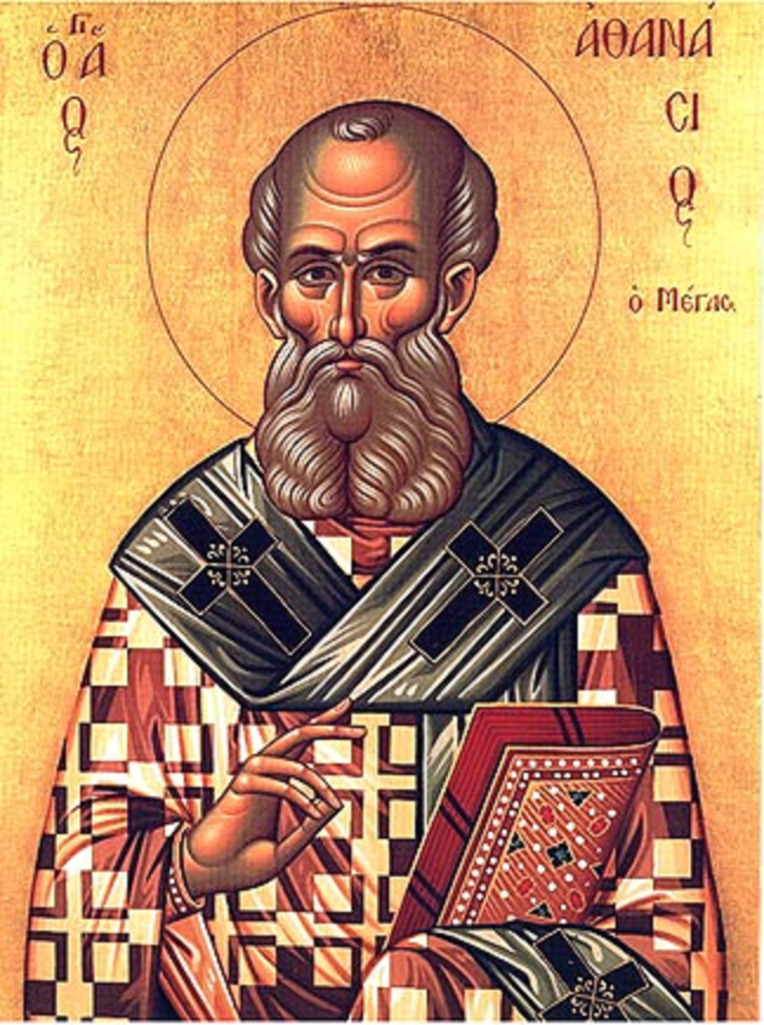
Icône d'Athanase d'Alexandrie.

Avec la christianisation de l'Égypte, Alexandrie devient un centre culturel et religieux important. Arius, prêtre d'Alexandrie et formulateur de l'arianisme, et Athanase d'Alexandrie, proche du pouvoir de Constantin Ier, s'opposent sur la nature du Christ. De plus en plus, au cours du IIIe siècle, la ville se rapproche du reste de l'Égypte et peu à peu, décline en population et en splendeur. Dans toute la province les impôts sont écrasants et bien des contribuables abandonnent leurs biens et se font ermites dans le désert ou entrent dans des monastères pour échapper au percepteur.
Vers 120, les gnostiques gagnent Alexandrie, autour de Basilide, Carpocrate et Valentin (Valentinus ou Valentinius). Valentin se rend à Rome, où sa gnose voile ses mythes orientaux d’une exégèse philosophique mêlée de christianisme. À Rome, des sectes fortement influencées par les éléments orientaux continuent d’affluer.
Pour les chrétiens l'avènement de l'empereur Dioclétien en 284 inaugure l'ère des Martyrs avec la persécution de Dioclétien (303-313).
Au IVe siècle, les persécutions des païens atteignent un nouveau niveau d'intensité. Temples et statues sont détruits dans tout l'Empire, les rites païens sont interdits et punissables de mort, les bibliothèques sont fermées. En 391, Théodose Ier donne l'ordre de détruire tous les temples. Le patriarche Théophile d'Alexandrie s'attèle à cette tache dans la ville. Certains auteurs musulmans prétendent que la grande bibliothèque et le Sérapéum auraient été détruits à cette époque[réf. nécessaire]. Hypatie, brillante mathématicienne et philosophe néoplatonicienne est assassinée en 415 par des chrétiens jaloux de son succès. Ces événements marquent le déclin de l'école d'Alexandrie, dont les savants et une partie des savoirs sont progressivement recueillis par Constantinople qui devient à son tour le principal foyer des sciences et de la culture.
Les quartiers Brucheum et juifs sont détruits au Ve siècle et leurs monuments centraux, le sérapéum et le Mouseîon, tombent en ruine. La vie s'organise alors autour du Sérapéum et du Césaréum transformés en églises. Les quartiers du Pharos et de l'Heptastade regagnent de la population et restent intacts.

## La conquête arabe

La région du Bilad el-Cham n'est que le point de départ de l'expansion arabe.
Expansion sous Mahomet, 622-632
Expansion sous le Califat des Rachidoune, 632-661
Expansion sous le califat omeyyade, 661-750

Alexandrie est conquise par les Perses en 616 par Khosro II, roi de Perse. La ville est récupérée par l'empire vers 630. En 640, le général arabe Amr ibn al-As entreprend un siège d'une quarantaine de mois. La cité n'obtient aucune aide de Constantinople : l'empereur Héraclius meurt et le nouvel empereur Constantin III qui ne règne que quatre mois, laisse le pouvoir à son fils de onze ans. En novembre 641, Alexandrie, évacuée par les Grecs, est livrée par le patriarche Cyrus aux troupes de ‘Amr. C'est à cette époque que la bibliothèque d'Alexandrie aurait été détruite, soit qu'elle ait été incendiée parce que les connaissances qui s'y trouvaient étaient en contradiction avec le Coran, soit abandonnée et livrée au pillage. Malgré une vaine tentative de reconquête byzantine en 645, la ville restera désormais sous domination arabe. Les Grecs qui partent d’Égypte étant surtout des commerçants, le régime de la propriété du sol n’est pas modifié, et les Arabes reçoivent une solde surtout en nature. Ils assurent une garde par rotation à Alexandrie face à la mer et à Khirbeta face au désert. 'Amr écrit au calife Omar ibn al-Khattâb qu'il a pris une cité contenant :
- 4 000 palais,
- 4 000 bains publics,
- 12 000 vendeurs d'huile fraîche,
- 12 000 jardiniers,
- 40 000 juifs qui paient tribut,
- 400 théâtres ou lieu de divertissement.

Avec les Arabes disparaît pratiquement l'ancienne langue égyptienne, ainsi que le savoir antique amassé dans la cité, en particulier à la bibliothèque d'Alexandrie. La langue grecque disparaîtra totalement d'Alexandrie, et du reste de l'Égypte, vers l'an 1050[réf. nécessaire].   

### Destruction de la bibliothèque d'Alexandrie

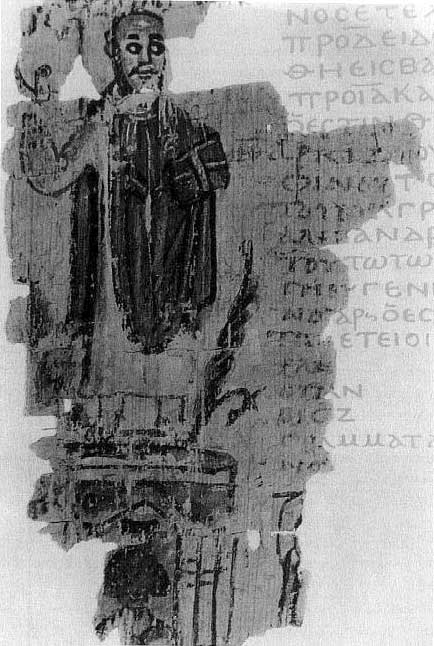
L'évêque d'Alexandrie Theophilus, une bible en main, se tenant debout triomphalement sur le Sérapéum. Le dieu Sarapis est représenté couronné à l'intérieur du temple (en bas de l'image). Illustration en marge d'une chronique écrite à Alexandrie au début du Ve siècle.

Malgré les limites des sources, les historiens estiment en effet généralement qu'Alexandrie fut détruite lors des invasions arabes du VIIe siècle sur ordre du calife Omar, qui aurait écrit à son général 'Amr, incertain sur l'attitude à tenir envers la bibliothèque : « À propos des livres que tu mentionnes, si ce qui s'y trouve écrit est conforme au Livre de Dieu, ils ne sont pas nécessaires ; si ce n'est pas conforme, ils sont inutiles. Détruis-les donc ». « Amr ordonna donc de distribuer les livres aux bains d'Alexandrie et de les utiliser comme combustibles pour le chauffage ; il fallut six mois pour les brûler », raconte lbn Al-Qifti au XIIIe siècle dans son Histoire des sages.

## La période médiévale
La période médiévale d'Alexandrie reste peu étudiée. La ville a été décrite par les auteurs contemporains arabes. Maïmonide y fait étape avant de se rendre au Caire et Saladin y fonde un waqf, une fondation de main morte, au XIIe siècle : le document de fondation, l'un des plus anciens de son genre, fut retrouvé il y a peu de temps[Quand ?] dans des archives de la ville, qui se trouvent désormais au Caire. Alexandrie fut investie par les forces de la cinquième croisade (1217–1221) et fut pillée lors de la croisade d'Alexandrie (1365).
Durant la période médiévale Alexandrie fut le port commercial le plus important d'Égypte et l'un des plus importants de la Méditerranée. Alors que Benjamin de Tudèle la décrivait comme « un marché de commerce pour toutes les nations », Guillaume de Tyr disait que « tous les marchands qui viennent d'Alexandrie y trouvent à vendre les choses dont on fait usage dans leurs pays et y déchargent les produits qu'ils ont apportés ». En effet, Alexandrie était le débouché de toutes les marchandises venant d'Arabie comme l'encens et d'Inde et d'Asie du Sud-Est comme les épices (poivre, clous de girofle, cannelle, etc.), les pierres précieuses, les perles, les bois exotiques comme le bois brésil. Mais elle était aussi le débouché aussi des marchandises venues d'Afrique comme l'ivoire ou les bois précieux. Ces marchandises arrivaient à Alexandrie après être passées par Aden pour entrer dans la mer Rouge, puis, elle remontaient la mer Rouge pour être débarquée dans le port de Aydhab. D'Aydhab une caravane emmenait les marchandises jusqu'au Nil, probablement au niveau de la ville de Qus. De là les marchandises naviguaient jusqu'à Alexandrie. Ces marchandises se retrouvaient alors sur le marché d'Alexandrie aux côtés de la production égyptienne,.La ville connaissait donc un trafic de marchandises de grande ampleur aussi bien ceux de passages que l'exportation de la production égyptienne.
Cette route était la moins chère et la plus rapide en comparaison aux routes terrestres qui arrivaient en Méditerranée en Syrie ou à Constantinople. Les marchands latins (vénitiens, génois, pisans, aragonais, provençaux, etc.) ont alors investi ce marché. En effet, les grandes villes commerciales avaient à Alexandrie dès le XIIe siècle des funduq et des consuls à Alexandrie. Un funduq dans ce contexte est une zone, souvent fortifiée, au sein de la ville dédiée à la communauté d'une nation marchande sous l'autorité d'un consul. Ce funduq comprends le plus souvent une auberge, une chapelle, un notaire des entrepôts et parfois même des ateliers d'artisans et des moulins. Le consul était responsable de juger les conflits entre les marchands de sa nation mais aussi lorsqu'un sujet du sultan portait plainte contre un marchand de leur nation. Les modalités de cette installation se trouvaient souvent dans les traités passés entre les sultans et les consuls. Par exemple en 1290 Gênes a conclu un traité avec le sultan Qalawun prévoit des tarifs préférentiels pour les Génois venus commercer à Alexandrie par l'intermédiaire d'un circuit commercial contrôlé par le sultan à la douane d'Alexandrie. Ce traité réaffirme aussi les droits des Génois, notamment celui de tenir un funduq. Ce traité s'inscrit dans une politique des premiers sultans mamelouks qui encourageaient l'arrivée de marchands du monde chrétien à Alexandrie puisque ce commerce apportait de très grands revenus au sultan mais aussi car il permettait aux sultans de s'approvisionner en bois et en fer venus d'Europe. Plus tard, au XIVe siècle, le commerce latin à Alexandrie sera également très important pour les sultans puisqu'il permettait de s'approvisionner en mamelouks (dans le sens premier du terme d'esclaves).
Comme ce commerce était très important pour les sultans ils ont tenu a contrôler les institutions de la ville. En effet, à Alexandrie, outre un émir (gouverneur), le sultan envoyait un inspecteur des douanes qui répondait directement au nazir al-khas (personne chargée de gérer le patrimoine du sultan). La douane était alors non seulement l'administration en charge de prélever les droits de douane mais était également responsable de la sécurité du port et des entrepôts de ce port. La douane d'Alexandrie avait aussi un rôle d'arbitrage commercial et de circuit privilégié pour les ventes des produits apportés par les latins qui se faisaient aux enchères. Ces ventes étaient mises en place pour inciter les marchands latins à vendre leurs produits au sultan ou à travers le sultan au lieu d'aller les vendre librement sur les marchés de la ville. Les marchands latins avaient aussi des privilèges de juridiction. Ainsi, outre le fait d'être jugés par leur consul si un sujet du sultan portait plainte contre eux, les marchands latins ne pouvaient pas être jugés par les cadis (juges civils) mais devaient être jugés par les mazalim (les tribunaux du sultan).
Malgré ce dynamisme commercial la ville elle-même a continué à décliner démographiquement dès la fin du Moyen-âge et le début de l'époque moderne.

## Le débarquement de Bonaparte et sa campagne d'Égypte (1798-1801)

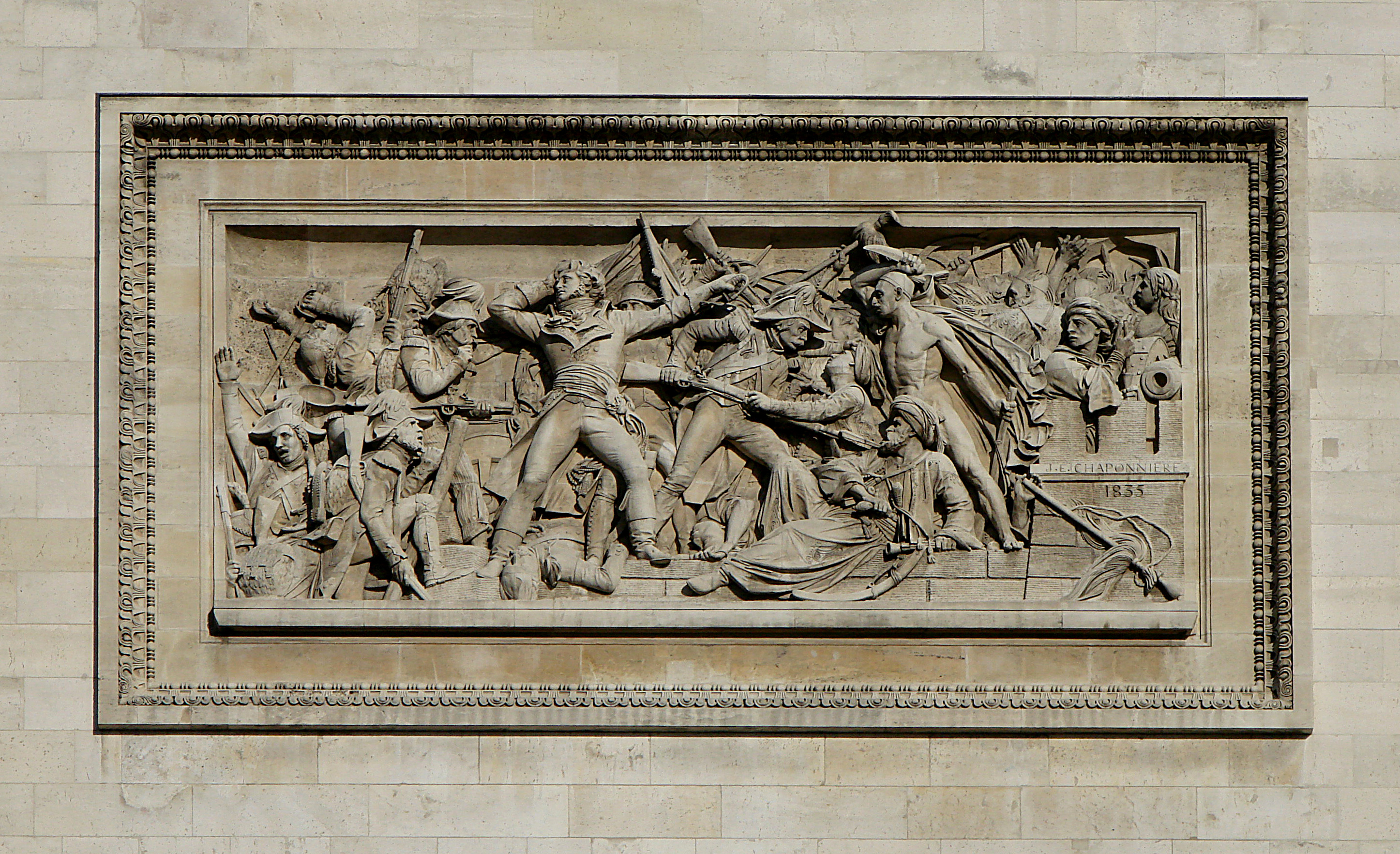
La prise d'Alexandrie, bas relief de l'arc de triomphe à Paris.

La campagne d'Égypte est  une expédition militaire menée par le général Bonaparte et ses successeurs de 1798 à 1801, afin de s'emparer de l'Égypte et de l'Orient, dans le cadre de la lutte contre la Grande-Bretagne, l'une des puissances à maintenir les hostilités contre la France révolutionnaire.
Elle se double d'une expédition scientifique, de nombreux historiens, botanistes, dessinateurs accompagnant l'armée afin de redécouvrir les richesses de l'Égypte. 
Le 19 mai 1798 le corps expéditionnaire français quitte Toulon : plus de 400 navires de tous gabarits, 40 000 hommes et 10 000 marins qui s'emparent de Malte le 11 juin, puis arrivent en vue d'Alexandrie le 30 juin.
La flotte française y est avertie par le consul français que quatorze vaisseaux anglais de Nelson sont passés là trois jours avant. Devant cette menace, Bonaparte  hâte le débarquement des troupes et choisit l'anse du Marabou pour le réaliser. Les chaloupes bravent les difficultés et amènent des soldats jusqu'à la nuit. Entraînant ces troupes vers Alexandrie, Bonaparte arrive devant les murs de la ville à 9 heures du matin le 2 juillet, lance l'attaque et conquiert la ville qui se rend avant la nuit.
Le reste de l'expédition peut débarquer dans le port.
La flotte de guerre, trop imposante pour entrer dans le port, va s'ancrer dans la large baie d'Aboukir quelques lieues à l'Est. C'est là qu'elle est débusquée et détruite par Nelson un mois plus tard.
Un an plus tard, toujours sur la flèche d'Aboukir, le 14 juillet 1799, une flotte turco-britannique de soixante navires met à terre une troupe de 16 000 hommes, sous le commandement de Mustapha Pacha. Celle-ci est vigoureusement refoulée à la mer le 25 juillet 1799 par Bonaparte, dont c'est le dernier fait d'armes avant son retour en France. Car le 23 août, laissant le commandement à Kléber, Bonaparte s’embarque à Alexandrie pour la France sur la frégate Muiron, avec ses généraux Berthier, Murat et Lannes, ceci après avoir lu des journaux britanniques où il apprend les récentes défaites du Directoire.
Enfin l'aventure des français en Égypte s'achève avec le siège d'Alexandrie du 16 août au 2 septembre 1801. Après la chute du Caire le 27 juin, les dernières troupes françaises acceptent à leur tour de se rendre. Selon les termes de la reddition, tous les navires et l'artillerie disponibles ayant été remis aux Britanniques, ils sont autorisés à garder leurs armes et leurs bagages personnels et sont renvoyés en France à bord de navires britanniques.

## Histoire contemporaine

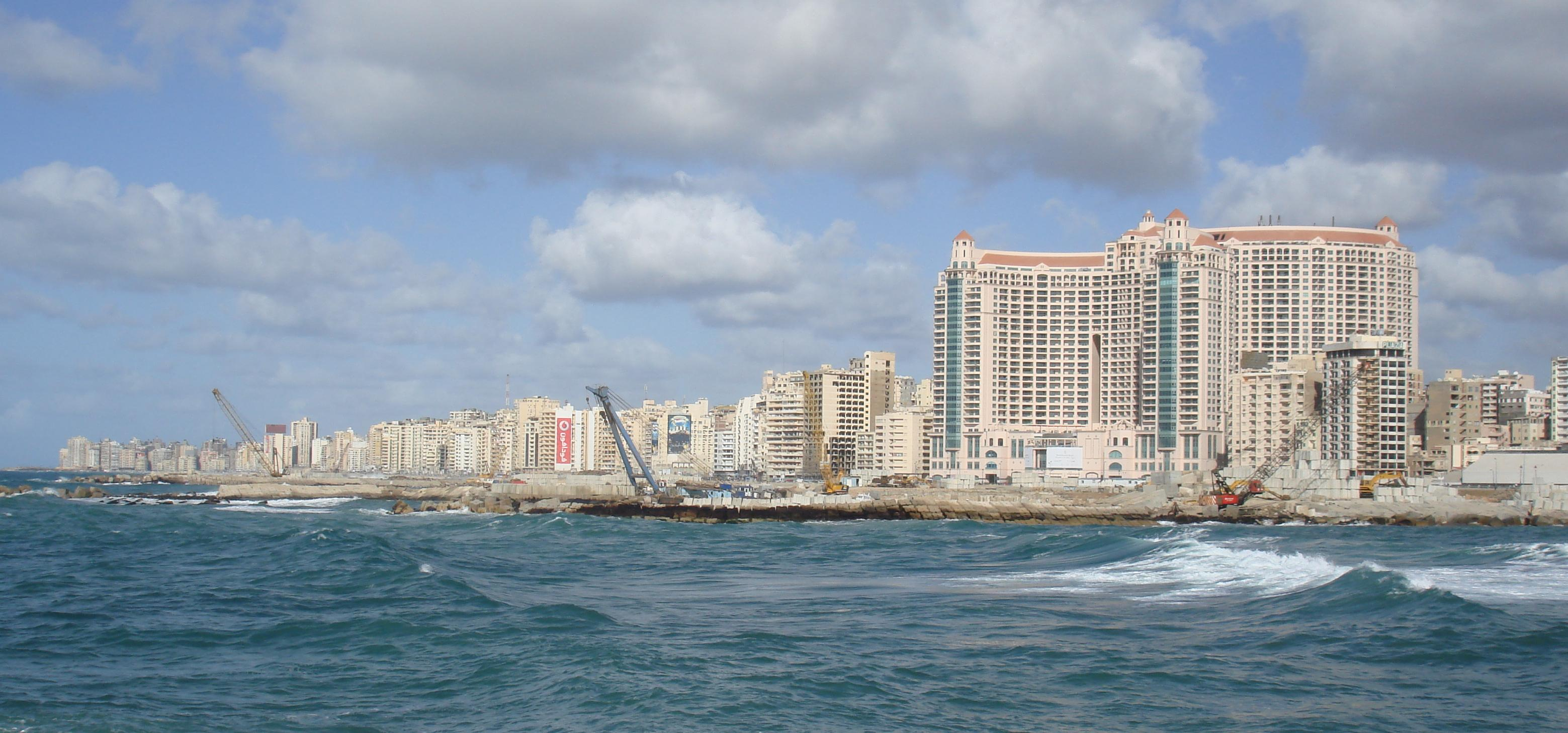
Four Seasons San Stefano, Alexandrie

À l'époque moderne, la ville d'Alexandrie connut une expansion importante. En effet, la ville médiévale se trouvait sur la terre ferme, fortifiée par une enceinte.
La ville moderne a été construite sur les ruines de la ville antique ce qui rend les fouilles difficiles.
En juillet 1882, la ville est bombardée par la Royal Navy britannique et occupée.
En 1941 et 1942, la ville vit les heures fébriles de la menace de l'Afrika korps de Rommel et des phalanges de Mussolini. Alexandrie qui abrite le quartier général du commandant en chef Montgomery, voit défiler les troupes de tout l'Empire britannique. À la fin de l'été les panzers parviennent à El-Alamein, à une journée d'Alexandrie ! Le soulagement est immense le 8 novembre 1942 quand ceux-ci sont refoulés définitivement après quelques semaines de combats acharnés.

### Maires depuis 1960
Liste des maires d'Alexandrie depuis 1960 :

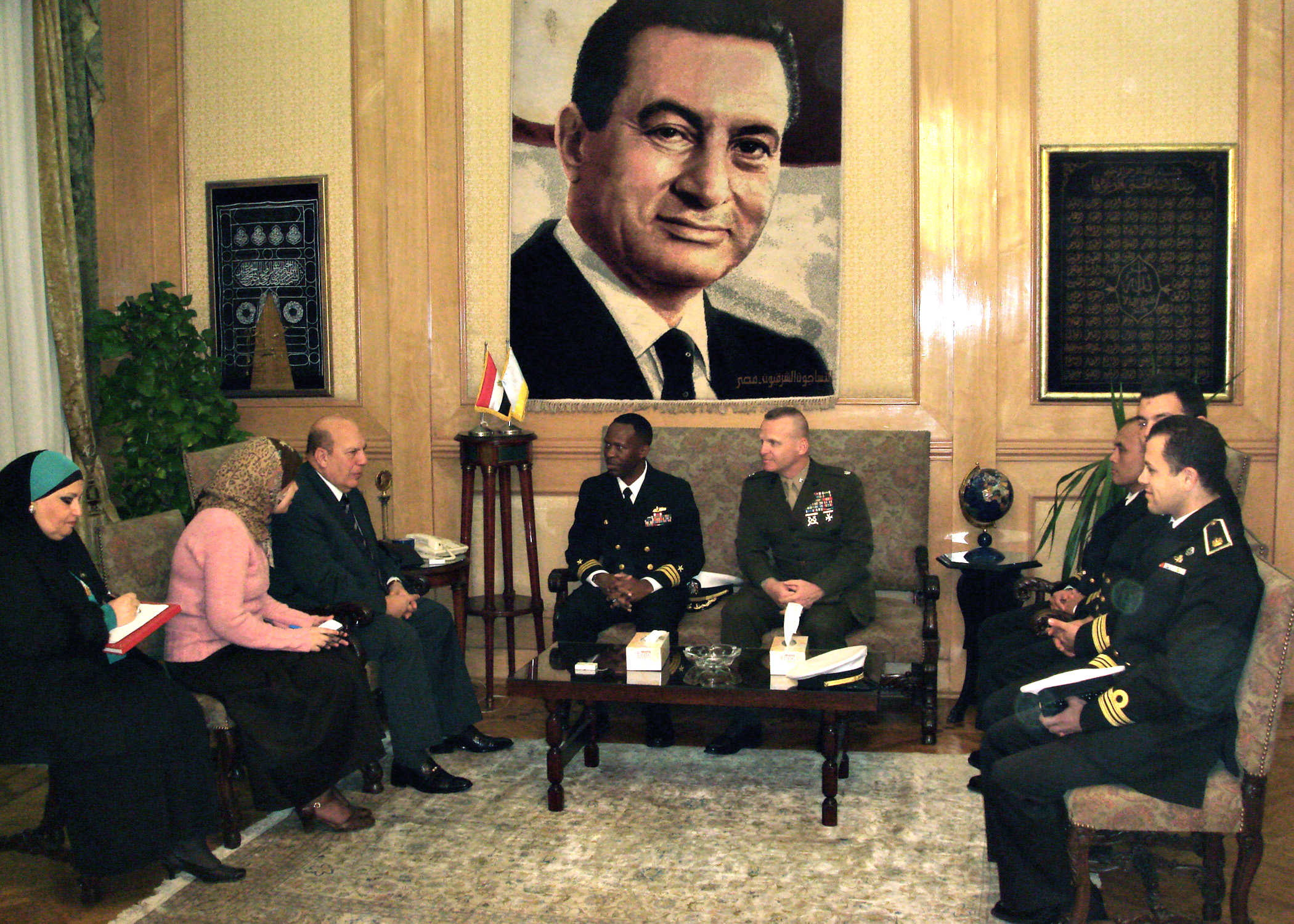
Rencontre de Adel Labib (maire, août 2006 -) avec des officiers de la marine américaine

1. Siddiq Abdul-Latif (octobre 1960 - novembre 1961)
2. Mohammed Hamdi Ashour (novembre 1961 - octobre 1968)
3. Ahmad Kamil (octobre 1968 - novembre 1970)
4. Mamdouh Salim (en) (novembre 1970 - mai 1971)
5. Ahmad Fouad Mohyee El-Deen (mai 1971 - septembre 1972)
6. Abdel-Meneem Wahbi (septembre 1972 - mai 1974)
7. Abdel-Tawwab Ahmad Hadeeb (mai 1974 - novembre 1978)
8. Mohammed Fouad Helmi (novembre 1978 - mai 1980)
9. Naeem Abu-Talib (mai 1980 - août 1981)
10. Mohammed Saeed El-Mahi (août 1981 - mai 1982)
11. Mohammed Fawzi Moaaz (mai 1982 - juin 1986)
12. Ismail El-Gawsaqi (en) (juillet 1986 - juillet 1997)
13. Abdel-Salam El-Mahgoub (en) (1997 – 2006)
14. Adel Labib (en) (août 2006 - )